# Kloster Villeneuve
Das Kloster Villeneuve (Villa Nova) ist eine ehemalige Zisterziensermönchsabtei in der Gemeinde Les Sorinières im Département Loire-Atlantique, Region Pays de la Loire, in Frankreich. Es liegt rund 9 km südlich von Nantes am rechten Ufer des Ognon.

## Geschichte
Das Kloster wurde 1201 von Constance, der Herzogin der Bretagne, gestiftet, die dort im September 1201 im Oratorium des Klosters begraben wurde, und von Mönchen aus Kloster Buzay besiedelt. Damit gehörte es der Filiation der Primarabtei Clairvaux an. Erst im November 1224 erfolgte die Weihe des Klosters durch den Bischof von Nantes. Im 15. Jahrhundert erreichte die Abtei den Höhepunkt ihrer Bedeutung. In der Französischen Revolution und den anschließenden Kriegen in der Vendée wurde die Abtei teilweise zerstört. Der Gästetrakt aus dem 18. Jahrhundert, der 1977 restauriert wurde, dient als Qualitätshotel.

## Bauten und Anlage
Erhalten sind Reste der Fremdenkapelle, der Keller unter dem Refektorium und der Konversenflügel aus dem 13. Jahrhundert.